# والي شامبرز
والي شامبرز (بالإنجليزية: Wally Chambers)‏ هو لاعب كرة قدم أمريكية أمريكي، ولد في 15 مايو 1951 في فينيكس سيتي في الولايات المتحدة.

## وصلات خارجية
- والي شامبرز على موقع مرجع كرة القدم المحترفة.كوم (الإنجليزية)